# 七海入歌
七海 入歌（ななみ いるか、7月20日 - ）は、日本の舞台女優、声優。劇団すごろく所属。旧芸名は百武 彰子（ひゃくたけ あきこ）。

## 人物
以前はぷろだくしょんバオバブ、ヴィーヴに所属していた。バオバブ学園（現：ビジュアル・スペース俳優養成所）6期生。

## 出演作品

### テレビアニメ
1994年
- マクロス7（キム・サンローラン）

1996年
- 逮捕しちゃうぞ（おばあさん）

1999年
- ∀ガンダム（女房）

2002年
- あたしンち（横山さん）

### OVA
1997年
- 銀河英雄伝説（看護婦）

### ゲーム
- 絶体絶命都市（2002年、村田美智子）
- ポンコツ浪漫大活劇バンピートロット（2005年）
- 絶体絶命都市2 -凍てついた記憶たち-（2006年、片桐芳枝）
- 加奈 〜いもうと〜（PlayStation Portable版）（2010年、サブキャラクター）※七海入花表記
- 絶体絶命都市4Plus -Summer Memories-（2018年、前田清子）

### 吹き替え
- アルフ（マリー）
- パッション・フィッシュ 奇跡の眠る森（シャンテル）
- 名探偵ロビン 事件はおまかせ!（ホテル従業員）